# Коллективизация в СССР

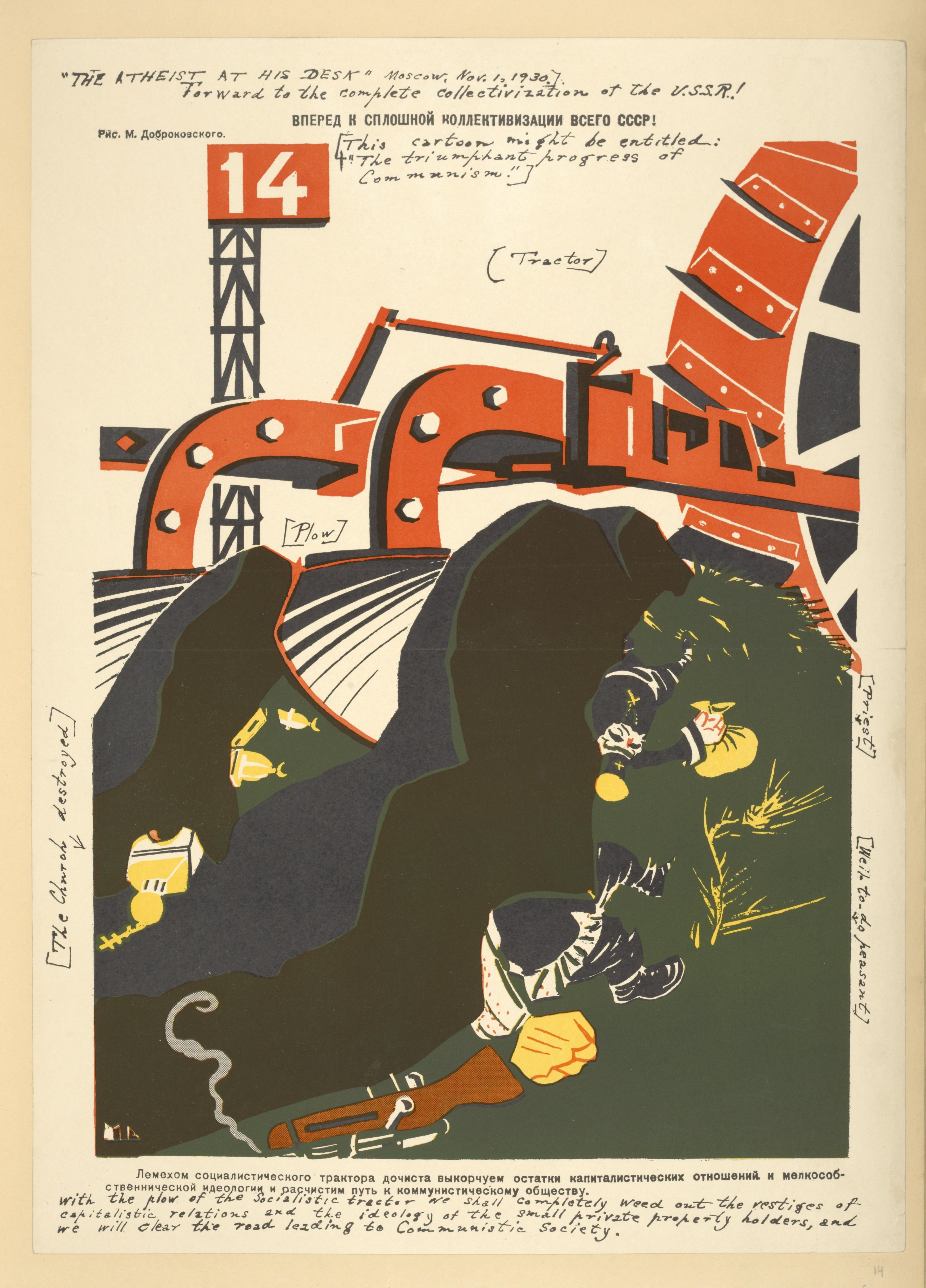
Плакат «вперёд к сплошной коллективизации всего СССР!», 1930-й год.

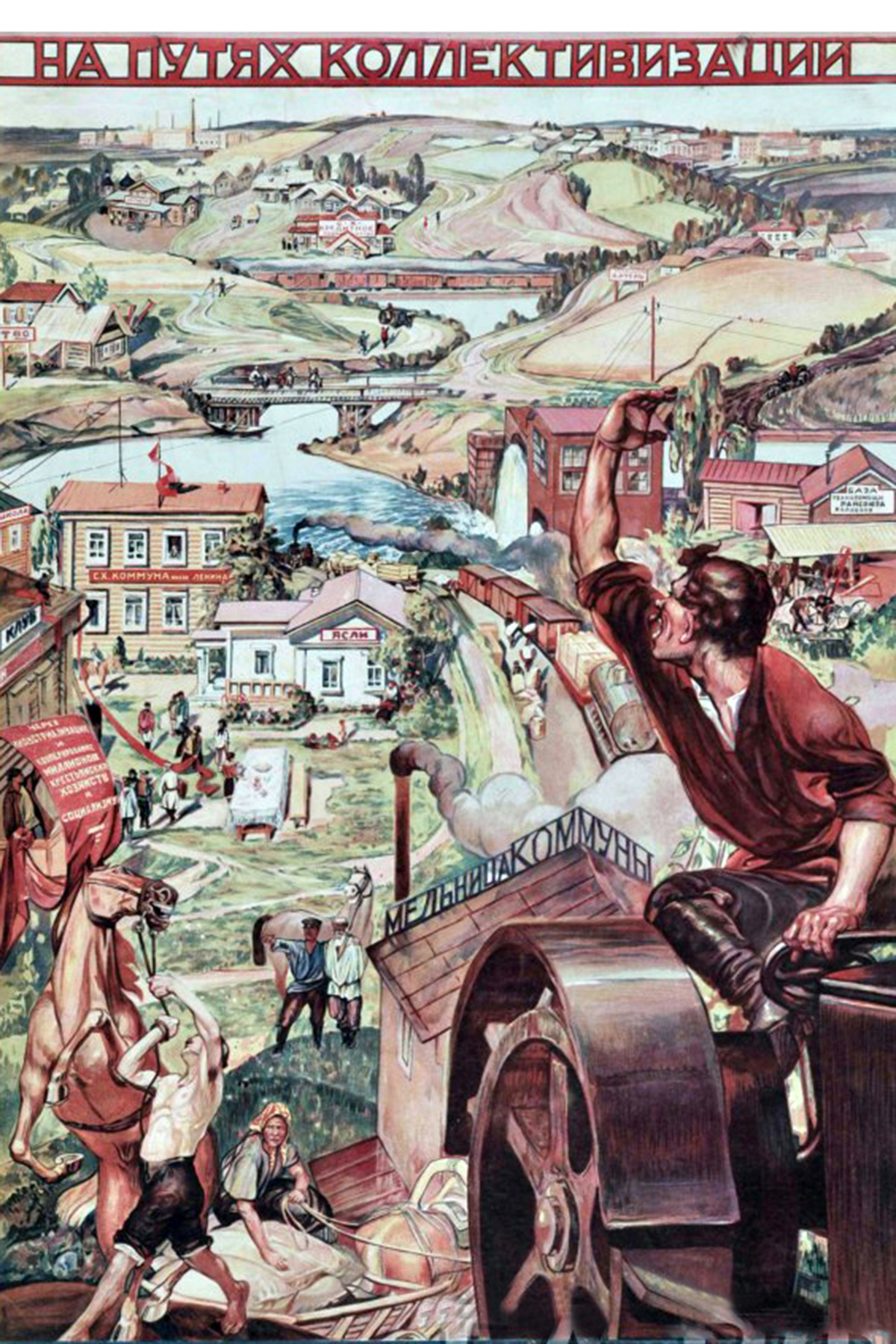
Плакат «На путях коллективизации», 1930-й год

Коллективиза́ция — политика объединения единоличных крестьянских хозяйств в коллективные (колхозы и совхозы), проводившаяся в СССР в период с 1928 по 1937 год (в западной части страны — до 1950 года). Целями коллективизации являлись «преобразование мелких и неэффективных индивидуальных хозяйств в крупные общественные для роста продуктивности сельскохозяйственного производства», «рост промышленных производств и индустриализация страны, остававшейся аграрной, с преимущественно сельским населением». Сложившиеся в результате коллективизации крупные сельские хозяйства и их механизация позволили упростить переход рабочей силы и распределение продуктов из аграрного сектора в индустриальный. В исторической перспективе это остановило качественное отставание в уровне развития промышленности СССР в сравнении с развитыми странами, стимулировало рост городского населения, по соотношению которого к сельскому Россия значительно уступала развитым странам. Так, на 1914 год свыше 80 % населения России проживало на селе, только 15,3 % составляли горожане. В то время как самая урбанизированная страна Европы — Англия — имела в городах 78 % населения, США и Франция до 40 %, а Германия до 54,3 %.
Коллективизация осуществлялась насильственными методами, вызвала крестьянские восстания в разных частях страны и привела к большим человеческим жертвам. Культивировалась нетерпимость к инакомыслию. Противники объявлялись «врагами народа» и репрессировались. Общее число жертв репрессий точно не известно, по приблизительным оценкам, 18 млн было помещено в лагеря, а ок. 800 тыс. было казнено. Период утверждения коллективного хозяйства осложнялся трудностями в хлебозаготовках и принуждением к вступлению в колхозы единоличников под страхом раскулачивания, что вызывало дефицит продуктов и голод, временный упадок производства продуктов, и впоследствии вызвало коррекцию политики государства в деревне: возвращение колхозникам права на торговлю и владение личными подсобными хозяйствами, смягчение политики в отношении церквей.
Решение о коллективизации было принято на XV съезде ВКП(б) в 1927 году. Проводилась в СССР в 1928—1937 годах; основной этап пришёлся на 1929—1930 гг. — сплошная коллективизация. На Западной Украине, в Западной Белоруссии, Молдавии, Эстонии, Латвии, Литве коллективизация проводилась после присоединения их к СССР и была завершена в 1949—1950 годы. После развала СССР и социалистической системы восточноевропейские страны провели политику деколлективизации и вернулись к частной собственности на землю, хотя не во всех странах она была обобществлена.
По некоторому мнению, это наиболее политизированная страница истории СССР как в России, так и на Западе.

## Предыстория

### Теоретические предпосылки укрупнения хозяйств
В вышедшей в 1898 году на немецком языке работе «Государство будущего» (в 1906 году опубликована на русском языке в Санкт-Петербурге под редакцией М.Бернацкого) экономист и статистик, выходец из Лифляндской губернии Карл Баллод выстраивал модель экономики будущего на основе электрификации и реорганизации структуры сельского хозяйства, считая, что каждая из электростанций сможет обслуживать по 10 крупных сельхозпредприятий по 200 гектаров. При росте урожайности за счёт централизованных «обработки почвы, удобрения, мелиорации» можно уменьшить количество засеиваемых земель и число работников сельского хозяйства, высвободив их для промышленности. Рациональная механизация сельского хозяйства достигается основанием специализированных фабрик, производящих один тип машин, которые путём развитого разделения труда могли бы стоить «в три и даже четыре раза меньше, чем в настоящее время». Путем скрупулёзных расчетов Баллод доказал, что такая модель организации сельского хозяйства позволяет увеличить производство втрое и сократить количество работников на селе на 60 %.
Баллод реализовал личный опыт по созданию образцового хозяйства в Брамберги в Курляндской губернии, где удавалось получать по 30 центнеров зерна с гектара, тогда как урожаи в Прибалтике в то время были в два-три раза меньше, а в центральной России составляли всего 5—6 центнеров. Баллод считал, что для рационального зерноводства и скотоводства необходимы большие сельскохозяйственные кооперативы, а для переработки сельхозпродукции — полесадоводческие кооперативы городского типа.

### Сельское хозяйство в Царской России
В дореволюционной России зерновое хозяйство было преобладающей отраслью сельского хозяйства. Посевы зерновых составляли 88,6 % всех угодий. Валовое производство за 1910—1912 достигало в среднем около 4 миллиардов рублей при всей продукции полеводства в 5 миллиардов рублей.

#### Экспорт зерна
Зерно было основной экспортной статьёй России. Так, в 1913 удельный вес зерновой продукции составлял 47 % от всего экспорта и 57 % от экспорта сельхозпродукции. На экспорт шло более половины всего товарного зерна (1876—1887 — 42,8 %, 1911—1913 — 51 %). В 1909—1913 зерновой экспорт достиг наибольших размеров — 11,9 млн т всех зерновых, из которых 4,2 млн т пшеницы и 3,7 млн т ячменя. 25 % экспорта давала Кубань.
На мировом рынке зерновой экспорт из России составлял до 28,1 %.

#### Продуктивность
При общей посевной площади в примерно 80 млн га (105 млн га в 1913 году) урожайность зерновых, однако, была одной из самых низких в мире. В результате естественного роста сельского населения и дробления крестьянских хозяйств внутри крестьянских общин размер душевого земельного надела сокращался: если в конце XIX века он составлял в среднем 3,5 десятины на душу, то к 1905 году — всего 2,6 десятины. К этому времени из 85 млн крестьян 70 млн были безземельными или малоземельными. 16,5 млн крестьян имели надел от 1/4 до 1 десятины, а 53,5 млн крестьян — от 1 до 1,75 десятины на душу. При такой площади земли обеспечить расширенное товарное производство было невозможно.
Следствием нерешённости земельного вопроса в России были вспышки массового голода 1891—1892, 1897—98, 1901, 1905, 1906—08, 1911 годов. При том, что недоедание было характерной чертой русской деревни, Россия экспортировала половину товарного урожая. Таким образом, у крестьян изымался не только избыточный продукт, но и основной.
Основным товарным производителем зерна (свыше 70 %) были помещики и зажиточные крестьяне, доля основной массы крестьянства (15—16 млн личных крестьянских хозяйств) в товарной продукции была около 28 % при уровне товарности около 15 % (47 % у помещиков и 34 % у зажиточных крестьян).

#### Технологическая отсталость
Энергетические мощности сельского хозяйства составляли 23,9 млн л. с. (1 л. с. = 0,736 квт), из них механические только 0,2 млн л. с. (менее 1 %). Энерговооружённость крестьянских хозяйств не превышала 0,5 л. с. (на 1 работника), энергообеспеченность — 20 л. с. (на 100 га посевов). Почти все сельскохозяйственные работы производились вручную или при помощи живой тяги. В 1910 в распоряжении крестьянских хозяйств было 7,8 млн сох и косуль, 2,2 млн деревянных и 4,2 млн железных плугов, 17,7 млн деревянных борон.
Минеральных удобрений (преимущественно импортных) приходилось не более 1,5 кг на гектар посева (в помещичьих и кулацких хозяйствах). Сельское хозяйство велось экстенсивными методами; продуктивность земледелия и животноводства была низкой (ср. урожай зерновых в 1909—1913 — около 7,4 ц/га, среднегодовой удой молока от коровы — около 1000 кг). Отсталость сельского хозяйства, его полная зависимость от природных условий служили причиной частых неурожаев, массовой гибели скота; в неурожайные годы голод охватывал миллионы крестьянских хозяйств.
Техническое оснащение и агротехнический уровень производства и рентабельности помещичьих хозяйств превосходили крестьянские, 80,6 % применяли наёмный труд.
Однако темпы капиталистической эволюции помещичьего хозяйства были медленными: в начале XX века по всей России насчитывалось всего 570 передовых помещичьих хозяйств, имевших в распоряжении 6 млн десятин земли. Только половина из них вела улучшенное зерновое хозяйство, остальные просто сдавали землю в аренду малоземельным крестьянам на кабальных условиях (за половину урожая, что при урожайности сам-три не обеспечивало крестьянской семье даже пропитания и запаса на семена, загоняя её в ещё большую зависимость и вызывая нарастание социального напряжения в деревне.
Тем не менее общая стоимость сельскохозяйственных орудий в стране увеличилась с 27 млн руб. в 1900 году до 111 млн рублей в 1913 году. Общий сбор хлебов в Европейской России в 1913 году оказался рекордным — 4.26 млрд пудов, в то время как средний сбор за период 1901—1905 годов составлял 3.2 млрд пудов.

#### Кооперация до революции
Одной из наиболее известных форм коллективного хозяйства в Российской империи были военные поселения, существовавшие с 1810 по 1857 г., которые в случае успеха предполагалось распространить на всю казённую, а, возможно, и удельную деревню.
В российской печати проекты сельскохозяйственной кооперации появляются, начиная со второй четверти XIX века.
В ходе столыпинской реформы 1906—1917 гг., царское правительство пыталось снять противоречия на селе, стимулируя переселение безземельных крестьян в восточные районы империи. Усилилась агрономическая помощь крестьянам, началось агрономическое просвещение крестьян (которые в подавляющем большинстве были безграмотными) через агрономические курсы и специальные с/х журналы). Выдавались государственные субсидии и кредиты, поддерживалось кооперативное движение, прежде всего среди крестьян (кредитной, потребительской и с/х кооперации).
Количество кооперативов в России к 1914 г. составило 32975: из них кредитных кооперативов 13839, далее шли потребительские 10000, сельскохозяйственные 8576 и прочие. По общему количеству кооперативных организаций Россия уступала только Германии. В 1916 г. численность кооперативов достигла уже 47 тыс., в 1918 г. 50-53 тыс.
Осенью 1913 г. в Киеве состоялся Первый сельскохозяйственный съезд, на который собрались местные агрономы и землемеры, те, кто принимал самое непосредственное участие в осуществлении столыпинской реформы. На съезде была сделана попытка не только подвести итоги реформы, но и наметить дальнейшие пути реформирования деревни. В частности, был сделан вывод о том, что аграрная реформа буксует, что большинству крестьян она ничего не даёт, поэтому нужно искать параллельные или альтернативные варианты решения аграрного вопроса. Важнейшим из них было названо создание сельскохозяйственных артелей, поставлен вопрос о необходимости коллективизации сельского хозяйства. Схожие выводы, дополненные предложением национализации земли, были озвучены накануне февральских событий 1917 г. и обнародованы почти одновременно с падением монархии представителями Московского общества сельского хозяйства, Союза кооператоров и Земского союза.
К.и.н. О. Елютин пишет: «В канун 1917 года количество кооперативов всех типов приближалось к 50 000 (около 25 000 потребительских обществ, 16 500 кредитных кооперативов, 6000 сельскохозяйственных обществ, 2400 сельскохозяйственных товариществ, 3000 маслодельных артелей, 1500—2000 артелей производящих и кустарно-хозяйственных). В них состояло около 14 миллионов человек. … Особенно быстро росли сельскохозяйственные кооперативы. Их количество за первые 15 лет XX века увеличилось в 44 раза». С. Маслов считает, что на 1 января 1917 г. в стране было не менее 10,5 млн членов кредитной кооперации, а потребительской порядка 3 млн. Вместе с членами семей получается, что до 70-75 млн граждан России (около 40 % населения) имели отношение к кооперации.

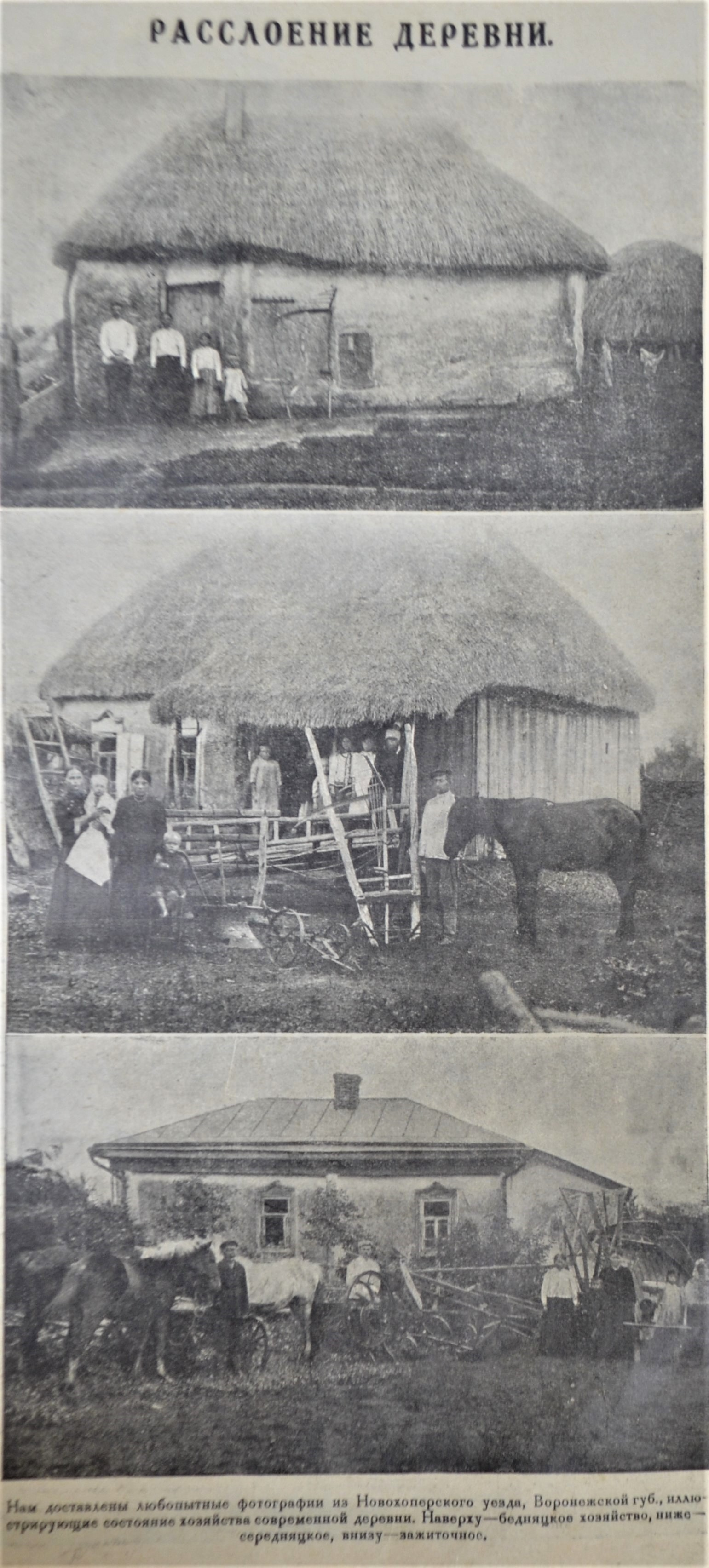
Расслоение деревни на бедняков, середняков и кулаков. Опубликовано в журнале «Прожектор» в мае 1926 года

### Сельское хозяйство после 1917 года

#### Новая экономическая политика
К началу НЭПа в 1921 году сельское хозяйство страны было подорвано Первой мировой и гражданской войнами. По данным Всероссийской сельскохозяйственной переписи 1917, работоспособное мужское население в деревне уменьшилось по сравнению с 1914 на 47,4 %; поголовье лошадей — главной тягловой силы — с 17,9 млн до 12,8 млн. Сократились поголовье скота, посевные площади, снизилась урожайность сельскохозяйственных культур. В стране начался продовольственный кризис. Даже через два года после окончания гражданской войны посевы зерновых составляли всего 63,9 млн га (1923).
В последний год своей жизни В. И. Ленин призвал, в частности, к развитию кооперативного движения. Известно, что перед тем, как продиктовать статью «О кооперации», В. И. Ленин заказал в библиотеке литературу по кооперации, в числе прочих была и книга А. В. Чаянова «Основные идеи и формы организации крестьянской кооперации» (М., 1919). В. И. Ленин высоко оценил эту статью, считая, что после неё «кооперация делается одной из основ нашей экономической политики».

##### Восстановление хозяйства
В годы НЭПа кооперация стала активно восстанавливаться, начался подъём экономики. К 1927 году общая посевная площадь составила 112,4 млн га против 105 млн га в 1913 г., однако и после передачи крестьянам помещичьих земель продолжилось дробление крестьянских хозяйств: к 1928 году их число по сравнению с 1913 годом выросло в полтора раза — с 16 до 25 млн. Средняя площадь посева составляла менее 4,5 га (1928), более 30 % хозяйств не имело средств (инструмента, рабочего скота) для обработки земли: в 1928 году 9,8 % посевных площадей вспахивалось сохой, сев на три четверти был ручным, уборка хлебов на 44 % производилась серпом и косой, обмолот на 40,7 % производился вручную (цепом и др.).
По урожайности удалось немного превысить довоенный уровень (1913): в среднем за 1924—1928 она достигла 7,5 ц/га. Практически удалось восстановить поголовье скота (за исключением лошадей). Валовая продукция зерновых к концу восстановительного периода (1928) достигла 73,32 млн т.

##### Товарность производства
При этом товарность зернового хозяйства оставалась крайне низкой — в 1926/27 году производители имели возможность поставить на рынок лишь 13,3 % продукции, причём по этому показателю наилучший результат (47,2 %) показывали социалистические предприятия — колхозы и совхозы. Товарность 20,0 % имели кулаки, 11,2 % — бедняки и середняки. Однако в валовой продукции зерна колхозы и совхозы занимали лишь 1,7 %, кулаки − 13 %, середняки и бедняки − 85,3 %. К 1928—1929 гг. доля бедняков в сельском населении СССР составляла 35 %, середняцких хозяйств — 60 %, кулаков — 5 %. В то же время именно кулацкие хозяйства располагали значительной частью (15-20 %) средств производства, в том числе им принадлежало около трети сельскохозяйственных машин.

##### Кризисы хлебного рынка
Однако слаборазвитая промышленность и отсталое сельское хозяйство не создавали друг для друга достаточно ёмких рынков сбыта, что вызвало два экономических кризиса: в 1923/24 гг. («ножницы цен», когда крестьяне не могли купить слишком дорогую промышленную продукцию) и в 1927/28 гг. («хлебная стачка», когда из-за военной тревоги 1927 года крестьяне в ожидании развития событий перестали продавать хлеб).
Политика придерживания хлебных запасов продолжилась в заготовительный сезон 1928 года. Цены на продовольствие, особенно на хлеб, на свободном рынке выросли в декабре 1928 года в сравнении с высокими ценами декабря 1927-го более чем вдвое по пшенице и ржи и в полтора раза по кормовым культурам (овёс, ячмень, сено). При том, что печёный хлеб изготавливался из заготовленного государством зерна и продавался в магазинах по твёрдым государственным ценам, возникла диспропорция: мука на рынке стоила в некоторых регионах дороже печёного хлеба. Этот разрыв цен вызвал «оседание» сырья в крестьянских хозяйствах и рост государственных заготовительных цен 1928 года не на 16,8 %, как это планировалось в июле, а гораздо больше, особенно на кормовые культуры: по овсу в ноябре они выросли на 33,9 %, по ячменю на 27 %. Заготовительные цены мяса в ряде регионов превышали рыночные.
Именно рост частных сельскохозяйственных цен вызвал общий рост цен в стране при том, что для ликвидации «ножниц» ранее государство снизило цены на промышленную продукцию. Деревня не только поглотила предоставленную населению льготу, но и вызвала рост стоимости жизни по своему сектору товаров на 20 % в целом и на 50 % в частной торговле. Ускоренными темпами стали расти и торговые наценки. По 45 городам, кроме Москвы, они выросли с октября 1927-го по ноябрь 1928 года: по 8 основным промтоварам с 21,3 % до 26,3 %, а по 6 основным сельхозтоварам с 28,6 % до 84,0 %. По ржаной муке наценка увеличилась в 6,5 раз (с 19,4 % до 133 %), по подсолнечному маслу в 3 раза (с 51,1 % до 164,8 %). Всё это снижало реальные доходы городского населения, а выигрыш деревни (преимущественно кулака) от государственного регулирования цен повышало: в 1926/27 г. сельхозпроизводители получили дополнительно 77,8 млн рублей, а в 1927/28 г. уже 362,4 млн.
Анализируя эту ситуацию, сотрудник Института экономики Коммунистической академии Л. М. Гатовский отметил: «Напор вольного рынка по линии цен чрезвычайно велик и дальнейшее их повышение может вызвать неблагоприятные последствия для всей народнохозяйственной системы (влияние роста бюджетного индекса на реальную зарплату и себестоимость, дальнейшее ухудшение рентабельности интенсивных отраслей сельского хозяйства, наконец, обострение спроса деревни на промтовары и ослабление денежной системы)».
Из-за диспропорций цен на сельскохозяйственное сырьё (продававшееся по вольным ценам) и готовый хлеб (из заготовленной по государственным ценам муки) осенью 1928 года правительство было вынуждено ввести хлебные карточки в крупных городах. В феврале 1929 г. карточная система на хлеб стала всесоюзной: рабочим и служащим промышленных предприятий полагалось 900 гр. печёного хлеба в день, для членов их семей и безработных — 500 гр. В остальных промышленных городах и рабочих посёлках — соответственно 600 и 300 гр. Перебои с продовольствием привели к тому, что на местах в дополнение к хлебным карточкам стали стихийно распространять нормирование и карточки на другие продукты: масло, мясо, сахар, крупы и т. д.
Таким образом, при благоприятной ситуации со сбором урожая в 1928/29 году страна оказалась в продовольственном кризисе. Перед партией большевиков встал вопрос дальнейшей судьбы НЭПа и выбора способа развития и преодоления кризиса и дефицита в поставках хлеба и других продуктов. Ряд сторонников продолжения политики НЭПа (т. н. «правая оппозиция») оказались не у дел, и к 1928 году она фактически была свёрнута, а власть перешла к массированным социалистическим преобразованиям в деревне, с подавлением противников совхозов и колхозов, а также «внутренних врагов» (т. н. нэпмана и кулака).

#### Сворачивание НЭПа и Великий перелом
По мере свёртывания НЭПа, осуществления коллективизации и создания колхозов сельскохозяйственная кооперация становилась «лишним звеном» в политике заготовок и была ликвидирована. Потребительская кооперация и промысловая кооперация сохранились. По воспоминаниям бывшего Председателя Совета Министров СССР А. Н. Косыгина (он до начала 1930-х гг. работал в руководстве кооперативных организаций Сибири), «главное, что вынудило его „покинуть ряды кооператоров“, состояло в том, что коллективизация, развернувшаяся в Сибири в начале 1930-х годов, означала, как это ни парадоксально на первый взгляд, дезорганизацию и в значительной мере мощной, охватывающей все уголки Сибири кооперативной сети».

## Цели и задачи коллективизации

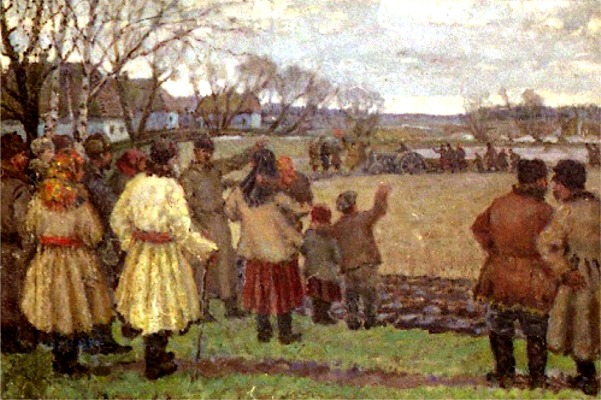
В. Крихацкий Первый трактор, х., м., 34,5 x 50 см

Выход из «хлебных затруднений» партийное руководство видело в реорганизации сельского хозяйства, предусматривающей создание совхозов и коллективизацию бедняцко-середняцких хозяйств при одновременной решительной борьбе с кулачеством, представлявшим в деревне капиталистический или по крайней мере мелкобуржуазный способ производства с использованием эксплуатации наёмного труда (батраков) и кабальных займов для беднейших односельчан.
По мнению инициаторов коллективизации, главной проблемой сельского хозяйства была его раздроблённость: большинство хозяйств находилось в мелкой частной собственности с высокой долей ручного труда, что не позволяло удовлетворять растущий спрос городского населения на продовольственные товары, а промышленности — на сельскохозяйственное сырьё. Коллективизация должна была решить проблему ограниченного распространения технических культур в условиях мелкого индивидуального хозяйства и сформировать необходимую сырьевую базу для перерабатывающей промышленности. Также предполагалось снизить стоимость сельскохозяйственной продукции для конечного потребителя путём устранения цепочки посредников, а также посредством механизации повысить производительность и эффективность труда в сельском хозяйстве, что должно было высвободить дополнительные трудовые ресурсы для промышленности. Результатом коллективизации должно было стать наличие товарной массы сельскохозяйственной продукции в количестве, достаточном для формирования продовольственных резервов, и снабжения быстро растущего городского населения продуктами питания.
Как было отмечено, курс на коллективизацию сельского хозяйства был провозглашён на XV съезде ВКП(б), проходившем в декабре 1927 года. Если на 1 июля 1927 года в стране насчитывалось 14 880 всех коллективных хозяйств (в них объединились 194 700 единоличников), на тот же период 1928 года социалистических хозяйств стало 33 200 (416 700 единоличников), в 1929 году их количество превысило 56 999, объединив 1 007 700 индивидуальных хозяйств. Среди организационных форм коллективных хозяйств преобладали товарищества по совместной обработке земли (ТОЗы); имелись также сельхозартели и коммуны. Для поддержки коллективных хозяйств государством были предусмотрены различные поощрительные меры — беспроцентные кредиты, снабжение сельхозмашинами и орудиями, предоставление налоговых льгот.
Сигнал к радикальной смене политики в отношении деревни был дан в речи И. В. Сталина в Коммунистической академии в декабре 1929 года.

## «Хлебная стачка»

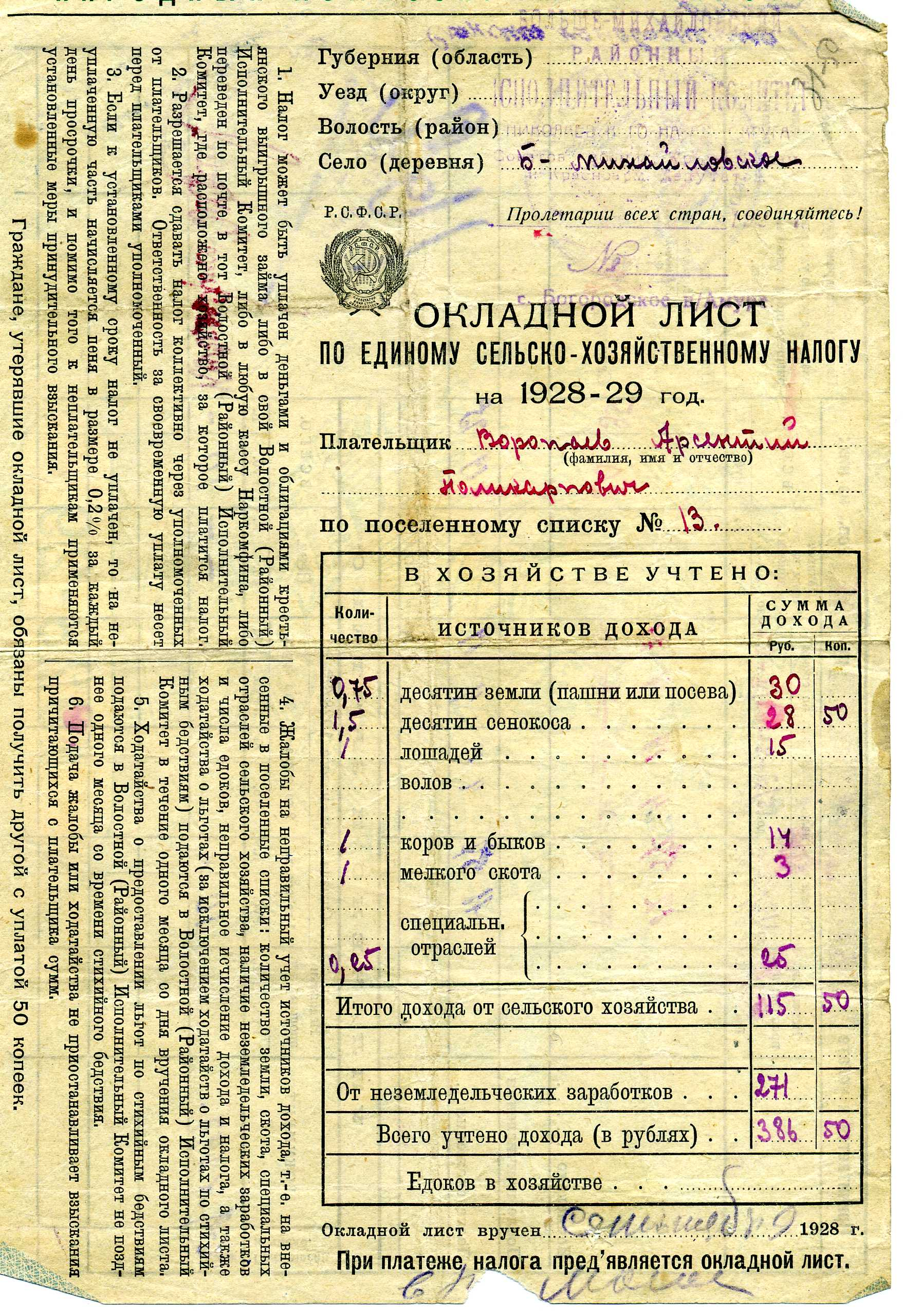
Окладной лист по единому сельскохозяйственному налогу на 1928—1929 год крестьянина села Больше-Михайловское Дальневосточного края Воропаева Арсентия Поликарповича

К осени 1927 года, государство установило твёрдые цены на хлеб. Быстрый рост индустриальных центров и увеличение численности городского населения вызвали огромный рост потребности в хлебе. Низкая товарность зернового хозяйства, низкая урожайность зерновых в ряде регионов СССР (преимущественно на Украине и Северном Кавказе) и выжидательная позиция поставщиков и продавцов в условиях так называемой «военной тревоги» 1927-го привели к событиям, именуемым «хлебной стачкой». Несмотря на незначительное снижение урожая (1926/27 — 78 393 тыс. т., 1927/28 — 76 696 тыс. т.) в период с 1 июля 1927 по 1 января 1928 государством было заготовлено на 2000 тыс. т. меньше, чем в тот же период предшествующего года. Нежелания главных поставщиков хлеба подогревало и то, что в прошлые годы правительство, как правило, вынужденно в конце концов повышало закупочные цены для выполнения хлебного баланса.
Уже к ноябрю 1927 встала проблема с обеспечением продовольствием некоторых промышленных центров. Одновременный рост цен в кооперативных и частных лавках на продовольственные товары при снижении плановых поставок привёл к росту недовольства в рабочей среде.
Для обеспечения хлебозаготовок власти во многих районах СССР вернулись к заготовкам на принципах продразвёрстки. Подобные действия, однако, были осуждены в Резолюции пленума ЦК ВКП(б) от 10 июля 1928 года «Политика хлебозаготовок в связи с общим хозяйственным положением».
В то же время практика коллективного хозяйствования 1928 года на Украине и Северном Кавказе показала, что колхозы и совхозы имеют больше возможностей для преодоления кризисов (природных, войн и т. п.). По замыслу Сталина, именно крупные промышленные зерновые хозяйства — совхозы, создававшиеся на государственных землях, — могли бы «разрешить хлебные затруднения» и избежать трудностей с обеспечением страны необходимым количеством товарного зерна. 11 июля 1928 года пленум ЦК ВКП(б) принял резолюцию «Об организации новых (зерновых) совхозов», в которой указывалось: «утвердить задание на 1928 г. с общей площадью вспашки, достаточной для получения в 1929 г. 5-7 млн пудов товарного хлеба».
Результатом этой резолюции стало принятие Постановления ЦИК и СНК СССР от 1 августа 1928 г. «Об организации крупных зерновых хозяйств», п. 1 которого гласил: «Признать необходимым организовать новые крупные зерновые советские хозяйства (зерновые фабрики) на свободных земельных фондах с таким учётом, чтобы к урожаю 1933 обеспечить получение товарного зерна от этих хозяйств в количестве не менее 100 000 000 пудов (1 638 000 тонн)». Создаваемые новые советские хозяйства намечалось объединить в трест общесоюзного значения «Зернотрест», в непосредственном подчинении Совету труда и обороны.
Повторный неурожай зерновых на Украине в 1928 году поставил страну на грань голода, который, несмотря на принятые меры (продовольственная помощь, снижение уровня снабжения городов, введение карточной системы снабжения), имел место в отдельных регионах (в частности, на Украине).
Учитывая отсутствие государственных запасов хлеба, ряд советских руководителей (Н. И. Бухарин, А. И. Рыков, М. П. Томский) предлагали снизить темпы индустриализации, отказаться от развёртывания колхозного строительства и «наступления на кулачество, вернуться к свободной продаже хлеба, подняв на него цены в 2-3 раза, а недостающий хлеб купить за границей».
Это предложение было отвергнуто Сталиным, и была продолжена практика «нажима» (преимущественно за счёт хлебопроизводящих районов Сибири, менее пострадавших от неурожаев).
Этот кризис стал отправной точкой к «коренному разрешению зерновой проблемы», выразившемуся в «развёртывании социалистического строительства в деревне, насаждая совхозы и колхозы, способные использовать тракторы и другие современные машины» (из выступления И. Сталина на XVI Съезде ЦК ВКП(б) (1930 г.)).

## Сплошная коллективизация
Переход к сплошной коллективизации осуществлялся на фоне вооружённого конфликта на КВЖД и разразившегося мирового экономического кризиса, что вызывало у партийного руководства серьёзные опасения по поводу возможности новой военной интервенции против СССР.

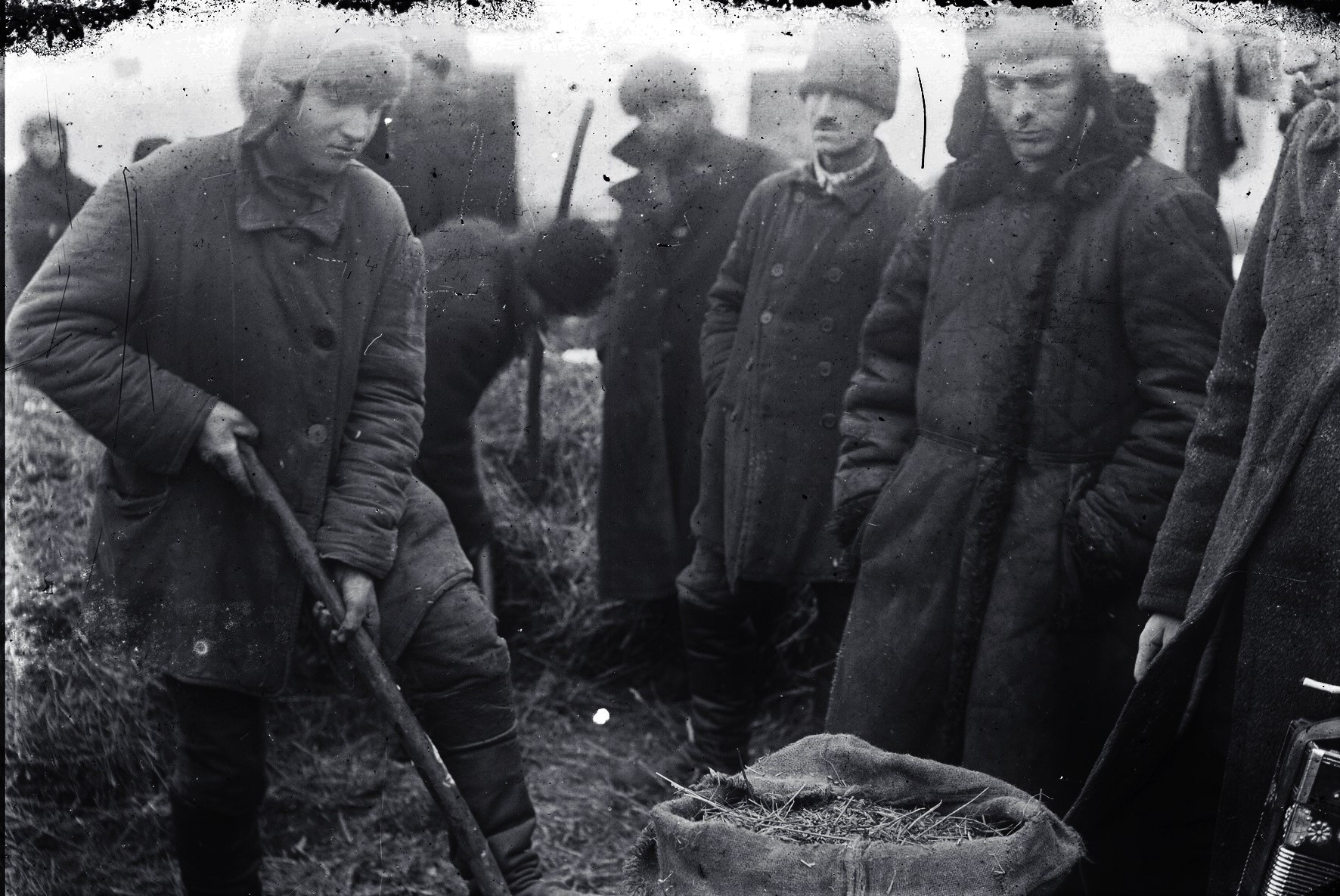
Понятые во дворе крестьянина при поиске хлеба в одном из сёл Гришинского района Донецкой области.

При этом отдельные позитивные примеры коллективного хозяйствования, а также успехи в развитии потребительской и сельскохозяйственной кооперации привели к не совсем адекватной оценке складывавшейся ситуации в сельском хозяйстве.
С весны 1929 года на селе проводились мероприятия, направленные на увеличение числа коллективных хозяйств — в частности, комсомольские походы «за коллективизацию». В РСФСР был создан институт агроуполномоченных, на Украине большое внимание уделялось сохранившимся с гражданской войны комнезамам (аналог российского комбеда). В основном применением административных мер удалось добиться существенного роста коллективных хозяйств (преимущественно в форме ТОЗов).
7 ноября 1929 года в газете «Правда» № 259 была опубликована статья Сталина «Год Великого перелома», в которой 1929 год был объявлен годом «коренного перелома в развитии нашего земледелия»: «Наличие материальной базы для того, чтобы заменить кулацкое производство, послужило основой поворота в нашей политике в деревне… Мы перешли в последнее время от политики ограничения эксплуататорских тенденций кулачества к политике ликвидации кулачества как класса». Эта статья признана большинством историков отправной точкой «сплошной коллективизации». По утверждению Сталина, в 1929 году партии и стране удалось добиться решительного перелома, в частности, в переходе земледелия «от мелкого и отсталого индивидуального хозяйства к крупному и передовому коллективному земледелию, к совместной обработке земли, к машинно-тракторным станциям, к артелям, колхозам, опирающимся на новую технику, наконец, к гигантам-совхозам, вооружённым сотнями тракторов и комбайнов».
Реальная ситуация в стране, однако, была далеко не такая оптимистичная. Как полагает российский исследователь О. В. Хлевнюк, курс на форсированную индустриализацию и насильственную коллективизацию «фактически вверг страну в состояние гражданской войны».
На селе насильственные хлебозаготовки, сопровождавшиеся массовыми арестами и разорением хозяйств, привели к мятежам, количество которых к концу 1929 года исчислялось уже многими сотнями. Не желая отдавать имущество и скот в колхозы и опасаясь репрессий, которым подверглись зажиточные крестьяне, люди резали скот и сокращали посевы.
Тем временем, ноябрьский (1929) пленум ЦК ВКП(б) принял постановление «Об итогах и дальнейших задачах колхозного строительства», в котором отметил, что в стране начато широкомасштабное социалистическое переустройство деревни и строительство крупного социалистического земледелия. В постановлении было указано на необходимость перехода к сплошной коллективизации в отдельных регионах. На пленуме было принято решение направить в колхозы на постоянную работу 25 тыс. городских рабочих (двадцатипятитысячники) для «руководства созданными колхозами и совхозами» (фактически их число впоследствии выросло чуть ли не втрое, составив свыше 73 тыс.).
7 декабря 1929 года создали Наркомзем СССР под руководством Я. А. Яковлева. Ему было поручено «возглавить работу по реконструкции сельского хозяйства, руководя строительством совхозов, колхозов и МТС и объединяя работу республиканских комиссариатов земледелия».
Основные активные действия по проведению коллективизации пришлись на январь — начало марта 1930 года, после выхода Постановления ЦК ВКП(б) от 5 января 1930 года «О темпе коллективизации и мерах помощи государства колхозному строительству». В постановлении была поставлена задача в основном завершить коллективизацию к концу пятилетки (1932), при этом в таких важных зерноводческих районах, как Нижняя и Средняя Волга и Северный Кавказ, — уже к осени 1930 или весной 1931 гг.
«Спущенная на места коллективизация» проходила, однако, в соответствии с тем, как её видел тот или иной местный чиновник — например, в Сибири крестьян массово «организовывали в коммуны» с обобществлением всего имущества. Районы соревновались между собой в том, кто быстрее получит больший процент коллективизации и т. п. Широко применялись различные репрессивные меры, которые Сталин позднее (в марте 1930) подверг критике в своей знаменитой статье «Головокружение от успехов» и которые получили в дальнейшем название «левые загибы» (впоследствии подавляющее большинство таких руководителей были осуждены как «троцкистские шпионы»).

## Сопротивление коллективизации
Коллективизация вызывала резкое сопротивление крестьянства. Согласно данным из различных источников, приводимым О. В. Хлевнюком, в январе 1930 года было зарегистрировано 346 массовых выступлений, в которых приняли участие 125 тыс. человек, в феврале — 736 (220 тыс.), за первые две недели марта — 595 (около 230 тыс.), не считая Украины, где волнениями было охвачено 500 населённых пунктов. В марте 1930 г. в целом в Белоруссии, Центрально-Чернозёмной области, в Нижнем и Среднем Поволжье, на Северном Кавказе, в Сибири, на Урале, в Ленинградской, Московской, Западной, Иваново-Вознесенской областях, в Крыму и Средней Азии было зарегистрировано 1642 массовых крестьянских выступления, в которых приняли участие не менее 750—800 тыс. человек. На Украине в это время волнениями было охвачено уже более тысячи населённых пунктов. За 1930 год ОГПУ только по УССР зафиксировало 4098 выступлений, в которых приняли участие 956 587 человек. В послевоенный период на Западной Украине процессу коллективизации противодействовало подполье ОУН.
Всего в СССР в 1930 году произошло 13 453 массовых крестьянских выступления (в том числе 176 повстанческих), 55 открытых вооружённых восстаний. В совокупности в них участвовали почти 2,5 млн человек. Максимальное количество выступлений произошло в УССР (4098), в Поволжье (1780), на Северном Кавказе (1467), в Центрально-Черноземной (1373) и Московской (676) областях, в Сибири (565). Более 10 тыс. представителей низового советского и партийного актива за этот год стали жертвами убийств или покушений на убийства. Количество убитых повстанцев в результате операций ОГПУ только за период с 1 января по 15 апреля 1930 года оценивалось в 2686 человек. Например, восстание крестьян в Муромцевском районе Барабинского округа Сибири 23 февраля — 10 марта 1930 года охватило 28 населенных пунктов. в нём участвовали до полутора тысяч крестьян. Но восстававшие крестьяне были плохо вооружены и не организованы, поэтому восстания достаточно легко подавлялись.

## Уступки властей
2 марта 1930 в советской печати было опубликовано письмо Сталина «Головокружение от успехов», в котором вина за «перегибы» при проведении коллективизации была возложена на местных руководителей.
14 марта 1930 ЦК ВКП(б) принял постановление «О борьбе с искривлениями партлинии в колхозном движении». На места была направлена правительственная директива о смягчении курса в связи с угрозой «широкой волны повстанческих крестьянских выступлений» и уничтожения «половины низовых работников». После резкой статьи Сталина и привлечения отдельных руководителей к ответственности, темп коллективизации снизился, а искусственно созданные колхозы и коммуны начали разваливаться.

## Послевоенная коллективизация
В послевоенные годы коллективизация возобновилась, затронув отдалённые северные окраины РСФСР. В 1952 году прошла коллективизация оленеводов Магаданской области (ещё в 1952 году там были хозяева, владевшие по 5 и более тысяч оленей): по воспоминаниям очевидцев тем, кто добровольно вступил в колхоз оставили некоторое число оленей. Однако основные мероприятия в рамках послевоенной коллективизации прошли на западных территориях, включённых в состав СССР в 1940—1945 годах — в Прибалтике, Западной Белоруссии, Западной Украине, Молдавии и Северной Буковине.

### Коллективизация в Прибалтике
21 мая 1947 года было принято постановление ЦК ВКП(б) «О колхозном строительстве в Литовской, Латвийской и Эстонской ССР», но в 1947—1948 годах союзные власти не одобряли принудительное создание колхозов в прибалтийских республиках, ориентируя местные органы на склонение к вступлению в колхоз с помощью экономических (в частности налоговых) и пропагандистских методов. К началу 1949 года оказалось, что такими методами к сплошной коллективизации не перейти. В начале 1949 года в колхозы было объединено лишь 3,9 % крестьянских хозяйств в Литве, 5,8 % в Эстонии и 8 % в Латвии. Кроме того, многие созданные колхозы оказались фиктивными — формально они были созданы, но скот не был обобществлён, а урожай убирали индивидуально. Например, в августе 1951 года из 126 новых колхозов Вильнюсской области 115 требовали индивидуальной уборки урожая. Тем не менее, формально на 1 июня 1951 года в Литве в колхозы были объединены 91 % хозяйств. Создание колхозов стимулировали экономически - постановлением Совета министров СССР от 4 сентября 1951 года колхозы, созданные в 1950 году в Литовской ССР были освобождены от обязательных поставок государству мяса, молока, шерсти и яиц.
Препятствовали коллективизации и отряды «лесных братьев» — прибалтийские антисоветские партизаны, которые боролись со становлением колхозного строя. Тогда советские власти перешли к практике массовых депортаций как «кулаков», так и «лесных братьев». В январе 1949 года Совет министров СССР принял постановление, согласно которому из прибалтийских республик были выселены около 90 тысяч человек («кулаки», члены их семей, а также участники антисоветских вооружённых формирований. Это ускорило коллективизацию. В Литве на начало 1950 года уже около 62 % хозяйств значились как коллективизированные. К 1953 году коллективизация в прибалтийских республиках была в основном завершена.

## XVI съезд ВКП(б)
После XVI съезда ВКП(б) (1930), однако, произошёл возврат к установленным в конце 1929 года темпам сплошной коллективизации. Декабрьский (1930) объединённый пленум ЦК и ЦКК ВКП(б) постановил в 1931 году завершить коллективизацию в основном (не менее 80 % хозяйств) на Северном Кавказе, Нижней и Средней Волге, в степных районах Украинской ССР. В других зерновых районах коллективные хозяйства должны были охватить 50 % хозяйств, в потребляющей полосе по зерновым хозяйствам — 20-25 %; в хлопковых и свекловичных районах, а также в среднем по стране по всем отраслям сельского хозяйства — не менее 50 % хозяйств.
Коллективизация проводилась преимущественно принудительно-административными методами. Чрезмерно централизованное управление и в то же время преимущественно низкий квалификационный уровень управленцев на местах, чрезмерная уравниловка, гонка за «перевыполнением планов» негативно отразились на колхозной системе в целом. Несмотря на отличный урожай 1930 года, ряд колхозов к весне следующего года остался без посевного материала, в то время как осенью часть зерновых не была убрана до конца. Низкие нормы оплаты труда на Колхозных товарных фермах (КТФ), на фоне общей неготовности колхозов к ведению крупного товарного животноводства (отсутствие необходимых помещений под фермы, запаса кормов, нормативных документов и квалифицированных кадров (ветеринары, животноводы и т. д.)) привели к массовой гибели скота.
Попытка улучшить ситуацию принятием 30 июля 1931 года постановления ЦК ВКП(б) и СНК СССР «О развёртывании социалистического животноводства» на практике привела на местах к принудительному обобществлению коров и мелкого скота. Подобная практика была осуждена Постановлением ЦК ВКП(б) от 26 марта 1932 года.
Поразившая страну сильнейшая засуха 1931 года и бесхозяйственность при сборе урожая привели к значительному снижению валового сбора зерновых (694,8 млн ц. в 1931 против 835,4 млн ц. в 1930).

## Голод в СССР, голодомор в Украине (1932—1933)
Как пишет исследователь голода Наталья Науменко, падение сельскохозяйственного производства в организованных в ходе коллективизации коллективных хозяйствах вызвало как минимум 31% жертв из всей избыточной смертности в ходе голодомора в Украине.

## Ликвидация кулачества как класса
К началу сплошной коллективизации в партийном руководстве победило мнение, что основным препятствием к объединению крестьян-бедняков и середняков является образовавшаяся за годы НЭПа более зажиточная прослойка в деревне — кулаки, а также поддерживающая их или зависящая от них социальная группа — «подкулачники».
В рамках проведения сплошной коллективизации это препятствие необходимо было «устранить».
30 января 1930 года Политбюро ЦК ВКП(б) приняло постановление «О мероприятиях по ликвидации кулацких хозяйств в районах сплошной коллективизации». В то же время отмечено, что отправной точкой «ликвидации кулака как класса» послужила публикация в газетах всех уровней речи Сталина на съезде аграрников-марксистов в последних числах декабря 1929 года. Ряд историков отмечают, что планирование «ликвидации» проходило в начале декабря 1929 года в так называемой «комиссии Яковлева», поскольку число и «ареалы» выселения «кулаков 1-й категории» были утверждены уже к 1 января 1930.
«Кулаки» были разделены на три категории:
- 1-я — контрреволюционный актив: кулаки, активно противодействующие организации колхозов, бегущие с постоянного места жительства и переходящие на нелегальное положение;

Главы кулацких семей первой категории арестовывались, и дела об их действиях передавались на рассмотрение «троек» в составе представителей ОГПУ, обкомов (крайкомов) ВКП(б) и прокуратуры.
- 2-я — наиболее богатые местные кулацкие авторитеты, являющиеся оплотом антисоветского актива;

Раскулаченные крестьяне второй категории, а также семьи кулаков первой категории выселялись в отдалённые районы страны на спецпоселение, или трудпоселение (иначе это называлось «кулацкой ссылкой» или «трудссылкой»). В справке Отдела по спецпереселенцам ГУЛАГа ОГПУ указывалось, что в 1930—1931 гг. было выселено (с отправкой на спецпоселение) 381 026 семей общей численностью 1 803 392 человека, в том числе c Украины — 63.720 семей, из них: в Северный край — 19 658, на Урал — 32 127, в Западную Сибирь — 6556, в Восточную Сибирь — 5056, в Якутию — 97, Дальневосточный край — 323.
- 3-я — остальные кулаки[77].

Кулаки, отнесённые к третьей категории, как правило, переселялись внутри области или края, то есть не направлялись на спецпоселение.
На практике выселению с конфискацией имущества подвергались не только кулаки, но и так называемые подкулачники, то есть середняки, бедняки и даже батраки, уличённые в прокулацких и антиколхозных действиях (не единичны были и случаи сведения счётов с соседями и дежавю «грабь награбленное») — что явно противоречило чётко указанному в постановлении пункту о недопустимости «ущемления» середняка.

Чтобы вытеснить кулачество, как класс, для этого недостаточно политики ограничения и вытеснения отдельных его отрядов. Чтобы вытеснить кулачество, как класс, надо сломить в открытом бою сопротивление этого класса и лишить его производственных источников существования и развития (свободное пользование землёй, орудия производства, аренда, право найма труда и т. д.). 

Колхозное строительство в преобладающем большинстве немецких сёл Сибирского края проводилось в порядке административного нажима, без достаточного учёта степени организационной и политической подготовки к нему. Мероприятия по раскулачиванию в очень многих случаях применялись, как мера воздействия против крестьян середняков, не пожелавших вступить в колхозы. Таким образом, меры, направленные исключительно против кулаков, затронули в немецких сёлах значительное количество середняков. Эти методы не только не способствовали, а отталкивали немецкое крестьянство от колхозов. Достаточно указать на то, что из общего количества в административном порядке высланных кулаков по Омскому округу, половина была возвращена органами ОГПУ со сборных пунктов и с дороги. 

Руководство переселением (сроки, количество и выбор мест переселения) осуществлялось Сектором земельных фондов и переселения Наркомзема СССР (1930—1933), Переселенческим управлением Наркомзема СССР (1930—1931), Сектором земельных фондов и переселения Наркомзема СССР (Реорганизованный) (1931—1933), обеспечивало переселение ОГПУ.
Выселенцы, в нарушение существующих инструкций , мало или никак не обеспечивались необходимым продовольствием и инвентарём на новых местах расселения  (особенно в первые годы массовой высылки), часто не имевших перспектив для сельскохозяйственного использования.
Коллективизация сельского хозяйства в западных районах Украины, Белоруссии и Молдавии, в Эстонии, Латвии и Литве, вошедших в состав СССР в предвоенные годы, осуществлялась по той же схеме как и ранее на остальной части СССР — насильственными методами, с большими человеческими жертвами; была завершена в 1949—1950 г. г.

## Экспорт зерновых и импорт сельхозтехники во время коллективизации
С конца 1980-х в историю коллективизации было принесено мнение отдельных западных историков о том, что «Сталин организовал коллективизацию для получения денег на индустриализацию путём экстенсивного экспорта сельхозпродукции (преимущественно зерновой)». Однако цифры это опровергают: за период 1926—1933 гг. зерна было экспортировано на 81,7 млн р., а импортировано техники на 306 миллионов рублей:
- Импорт сельскохозяйственных машин и тракторов (тысяч червонных рублей): 1926/27 — 25 971, 1927/28 — 24 033, 1928/29 — 45 595, 1929/30 — 113 443, 1931 — 97 534, 1932—420.
- Экспорт хлебопродуктов (млн рублей): 1926/27 — 22,6, 1927/28 — 2,8, 1928/29 — 5,9, 1930—27,1, 1931—17,6, 1932 — 32,8.Кроме того за период 1927—1932 гг. государством было импортировано племенного скота на сумму около 100 миллионов рублей. Импорт удобрений и оборудования, предназначенного для производства орудий и механизмов для сельского хозяйства, был также весьма значителен.

## Последствия коллективизации

### Позитивные последствия коллективизации
С выходом 5 января 1930 г. постановления ЦК ВКП (б) о темпе коллективизации и мерах помощи государства колхозному строительству к 1 июня 1930 г. процент коллективизации крестьянских хозяйств составил по СССР 23,6 %, по УССР — 38,2 % и Северному Кавказу — 50,9 %.
Валовой урожай зерновых 1930 г. составил 83,5 млн т, превысив знаменитый урожай 1913 г. в 80,1 млн т. (в границах СССР до 1939 г.). Причём в коллективных хозяйствах, на июнь 1930 г., расчётная урожайность была выше, чем у единоличников, — в совхозах на 40 % и в колхозах на 14 %. В совхозах урожайность в сравнении с окружающими крестьянскими хозяйствами была выше в среднем на 25-30 %. Соответственно возросла доля социалистического сектора в хлебозаготовках — до 22,1 млн т (39,5 % в общем объёме), по сравнению с 1929 г. (16,1 млн т) и 1928 г. (10,8 млн т).
С 1928 по 1937—1939 годы государственные закупки зерна выросли втрое (с 10,8 млн тонн до 31,9-30,7 млн). Согласно Постановлению СНК СССР и ЦК ВКП(б) «Об обязательной поставке зерна государству колхозами и единоличными хозяйствами» от 19 января 1933 г., в рамках госзаготовок отчуждалось около 30 % валового сбора, остальное колхозы могли реализовать свободно. «Местным органам власти и заготовительным органам [запрещалось] допускать встречные планы и налагать на колхозы и единоличные хозяйства обязательства по сдаче зерна, превышающие погектарные нормы, установленные настоящим законом». В 1934 году были отменены карточки, а потребление хлеба в 1933/34 году вернулось на уровень 1928: 233 кг на человека, при том, что население страны с 1926 по 1939 год выросло на 23,6 млн человек, большая часть которого приросла в городах. Городское население СССР в этот период удвоилось: с 26,3 млн до 56,1 млн человек.}}

Фрагмент доклада А. А. Зиновьева «Сталин. Сталинская эпоха. Сталинизм» в Институте философии РАН (27-29 мая 2003 г.): 
Идея колхозов не есть идея марксистская. Она вообще не имеет ничего общего с классическим марксизмом. Она не была привнесена в жизнь из теории. Она родилась в самой практической жизни реального, а не воображаемого коммунизма. Идеологию лишь использовали как средство оправдания своего исторического творчества. Коллективизация была не злым умыслом, а трагической неизбежностью. Процесс бегства людей в города всё равно нельзя было остановить. Коллективизация ускорила его. Без неё этот процесс стал бы, может быть, ещё болезненнее, растянувшись на несколько поколений. Дело обстояло вовсе не так, будто высшее советское руководство имело возможность выбора пути. Для России в исторически сложившихся условиях был один выбор: выжить или погибнуть. А в отношении путей выживания выбора никакого не было. Сталин явился не изобретателем русской трагедии, а лишь её выразителем. Колхозы были злом, но далеко не абсолютным. Без них в тех реальных условиях была невозможна индустриализация, а без последней нашу страну разгромили бы уже в тридцатые годы, если не раньше. Но и сами по себе колхозы имели не только недостатки. Один из соблазнов и одно из достижений реального коммунизма состоит в том, что он освобождает людей от тревог и ответственности, связанных с собственностью. Хотя и в негативной форме колхозы сыграли эту роль для десятков миллионов людей. Молодые люди получили возможность становиться трактористами, механиками, учётчиками, бригадирами. Вне колхозов появились «интеллигентные» должности в клубах, медицинских пунктах, школах, машинно-тракторных станциях. Совместная работа многих людей становилась общественной жизнью, приносившей развлечение самим фактом совместности. Собрания, совещания, беседы, пропагандистские лекции и прочие явления новой жизни, связанные с колхозами и сопровождавшие их, делали жизнь людей интересней, чем раньше. На том уровне культуры, на каком находилась масса населения, всё это играло роль огромную, несмотря на убогость и формальность этих мероприятий.

### Негативные последствия коллективизации
В результате проводимой Сталиным политики коллективизации: более 2 миллионов крестьян были депортированы, из них 1 800 000 только в 1930—1931 годах; 6 миллионов умерло от голода, сотни тысяч — в ссылке.
Такая политика вызвала массу восстаний среди населения.

## Коллективизация в искусстве

### Художественная литература
- Ф. И. Панфёров — «Бруски» (1930—1937)
- Михаил Шолохов — «Поднятая целина» (1930, 1959)
- Андрей Платонов — «Котлован» (1930), «Впрок» (1931)
- Исаак Бабель — «Великая Криница» (1931, «Гапа Гужва» и «Колывушка»)
- Александр Твардовский — «Путь к социализму» (1931), «Страна Муравия» (1936)
- И. П. Мележ — «Люди на болоте» (1961)
- Анатолий Кузнецов — «Бабий Яр» (1966)
- Пётр Замойский — «Лапти» (1972)
- Борис Можаев
  - «Мужики и бабы» (1976, 1987)
  - «Изгой» (1993)
- Василь Барка — «Жёлтый князь» (1951—1961; 1995—1999)

### Музыка
- Прокати нас, Петруша, на тракторе (песня) — музыка: Владимир Захаров; слова: Иван Молчанов (1929)
- Симфония № 12 или так называемая «Колхозная» — сочинение Николая Мясковского (1932)

### Кинематограф
- Старое и новое
- Земля (фильм, 1930)
- Бежин луг (фильм)
- Поднятая целина, 1939
- Поднятая целина (фильм, 1959—1961) — экранизация одноимённого романа М. А. Шолохова
- Овраги (1990) 4 серии.

## Статистические данные

Импорт сельхозтехники и инвентаря 1926/27 — 1929/30
Экспорт СССР основных товаров 1926/27 — 1933
Импорт СССР основных товаров 1929—1933
Коллективизация 1930—1933
Поголовье скота 1928—1930
Поголовье скота 1930—1933
Поголовье скота 1934—1937